# 2. HOL za muškarce 1992./93.
Konačna ljestvica 2. Hrvatske odbojkaške lige za sezonu 1992./93.

## Konačni poredak
| mj      | klub                      |
| ------- | ------------------------- |
| 1.      | Karlovac (Karlovac)       |
| 2.      | Metalac - OLT (Osijek)    |
| 3.      | Ekos (Varaždin)           |
| 4.      | Goran (Bibinje)           |
| 5. – 8. | Mladost (Kaštel Lukšić)   |
| 5. – 8. | Tim - AGM (Čakovec)       |
| 5. – 8. | Šibenik (Šibenik)         |
| 5. – 8. | Radnički (Slavonski Brod) |